# Domingo Santa-Cruz-Wilson
Domingo Santa-Cruz-Wilson (født 5. juli 1899 i La Cruz, død 6. januar 1987 i Santiago, Chile) var en chilensk komponist og musikprofessor.
Santa-Cruz-Wilson var en af Chiles og Sydamerikas mest betydningsfulde og vigtige komponister.[kilde mangler]
Han har skrevet 4 symfonier, 3 strygekvartetter, orkesterværker, kammermusik, sange og klavermusik].
Han var professor ved Santiagos Nationale Musikkonservatorium (1933-1951) og har skolet generationer af Sydamerikas vordende komponister.

## Udvalgte værker
- Symfoni nr. 1 (1945–1946, rev. 1971) - for orkester
- Symfoni nr. 2 (1948) - for strygeorkester
- Symfoni nr. 3 (1965-1966) - for kontraalt og orkester
- Symfoni nr. 4 (1968) - for orkester
- "Symfoni Koncertante" (1945) - for fløjte, klaver og strygeorkester
- "Fem stykker" (1937) - for strygeorkester
- Kantate "Den chilenske flod" (1941) – for kor og orkester
- "Eclogue" (1949) - for orkester
- "Seks sange af forår" (1950) - sange